# NGC 7698
NGC 7698 é uma galáxia lenticular (S0) localizada na direcção da constelação de Pegasus. Possui uma declinação de +24° 56' 43" e uma ascensão recta de 23 horas, 34 minutos e 01,5 segundos.
A galáxia NGC 7698 foi descoberta em 26 de Setembro de 1883 por Édouard Jean-Marie Stephan.